# Podul Petőfi
Podul Petőfi (în maghiară Petőfi híd) este un pod peste Dunăre din Budapesta, legând Buda și Pesta. El este al doilea pod public sudic din Budapesta.

## Istoric
Podul a fost construit între anii 1933-1937, după planurile lui Hubert Pál Álgyay. El are 514 m lungime (împreună cu secțiunile de legătură) și 25,6 m lățime. El a fost denumit inițial Podul Horthy Miklós, după numele regentului Miklós Horthy. Avariat în timpul celui de-al Doilea Război Mondial, el a fost reconstruit ulterior și redenumit Podul Petőfi după numele poetului Sándor Petőfi (1823-1849).
Cele două capete ale podului sunt:
- Boráros tér (capătul sudic al Grand Boulevard și stația terminus Csepel a HÉV)
- Goldmann György tér (lângă campusul studențesc al Universității de Tehnologie și Economie din Budapesta)

## Imagini

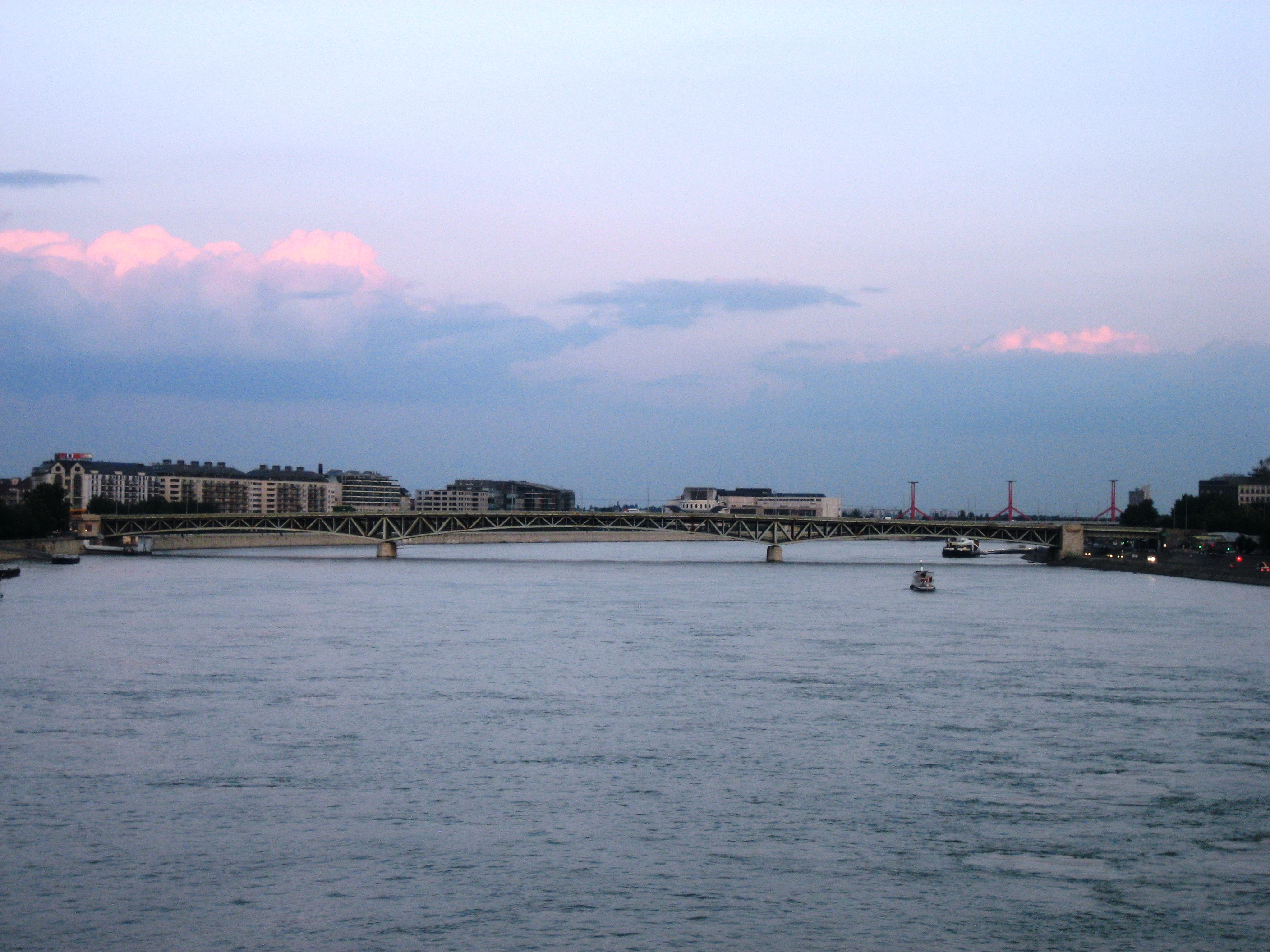
Podul Petőfi
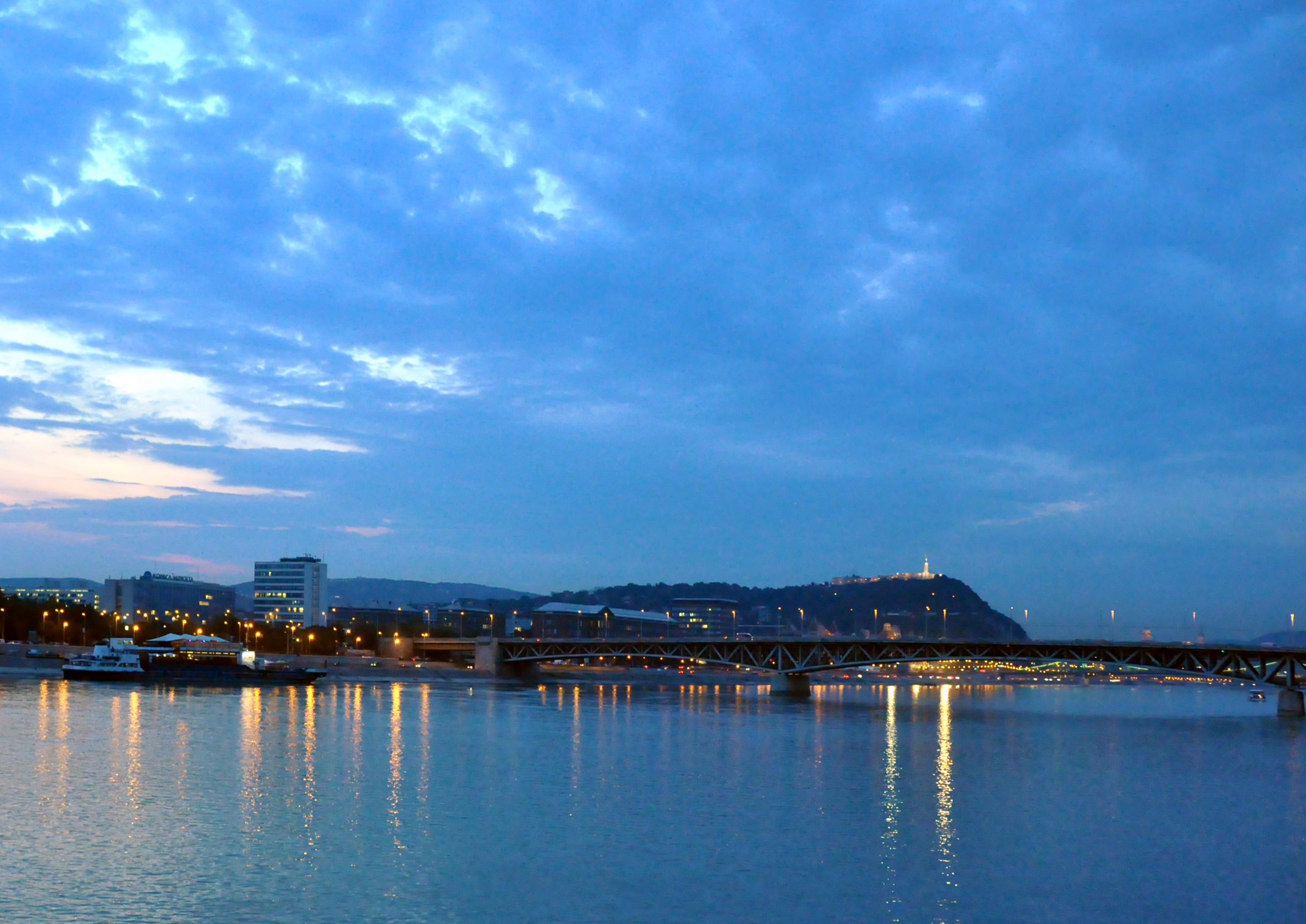
Podul Petőfi văzut noaptea
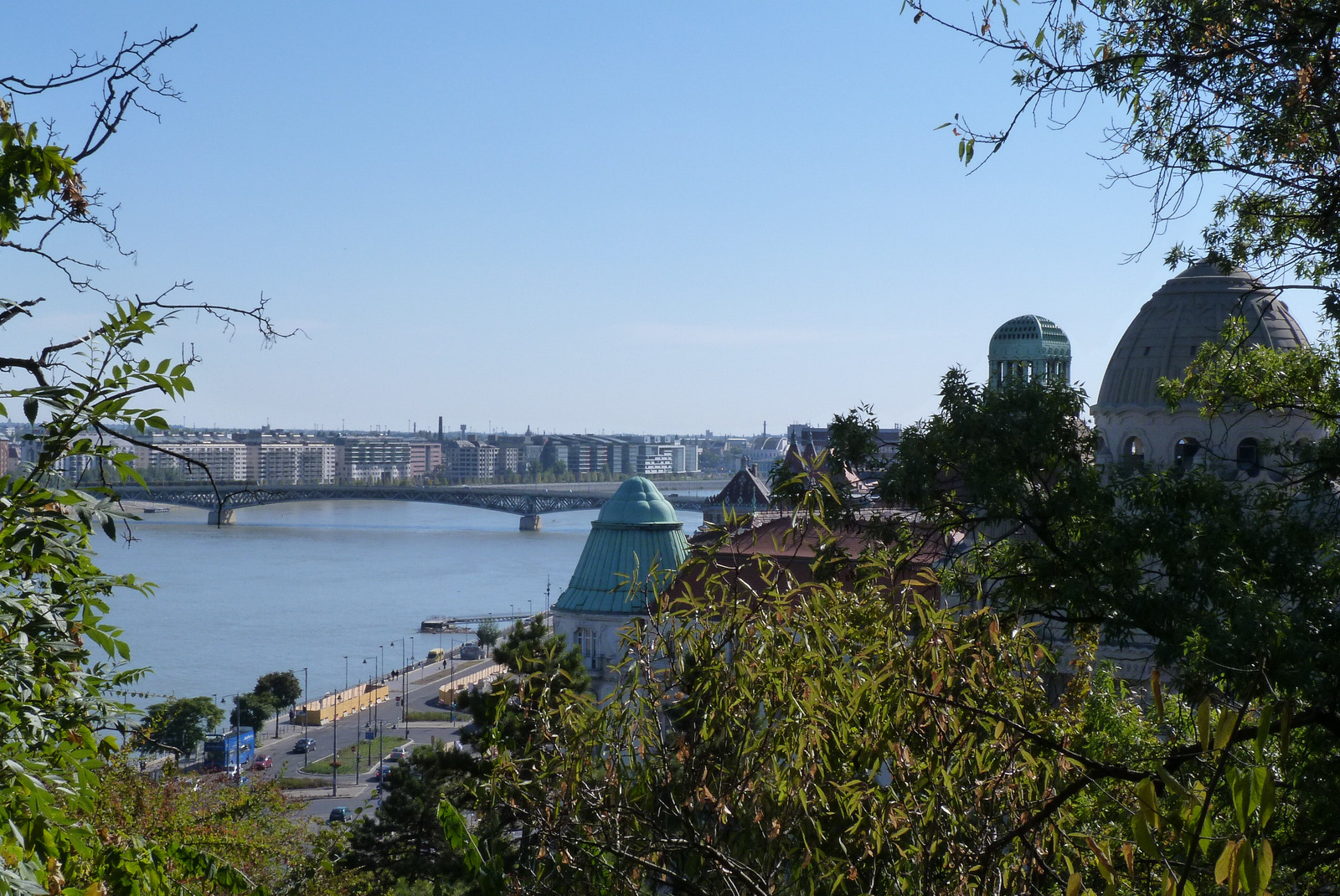
Vedere de pe Dealul Gellért
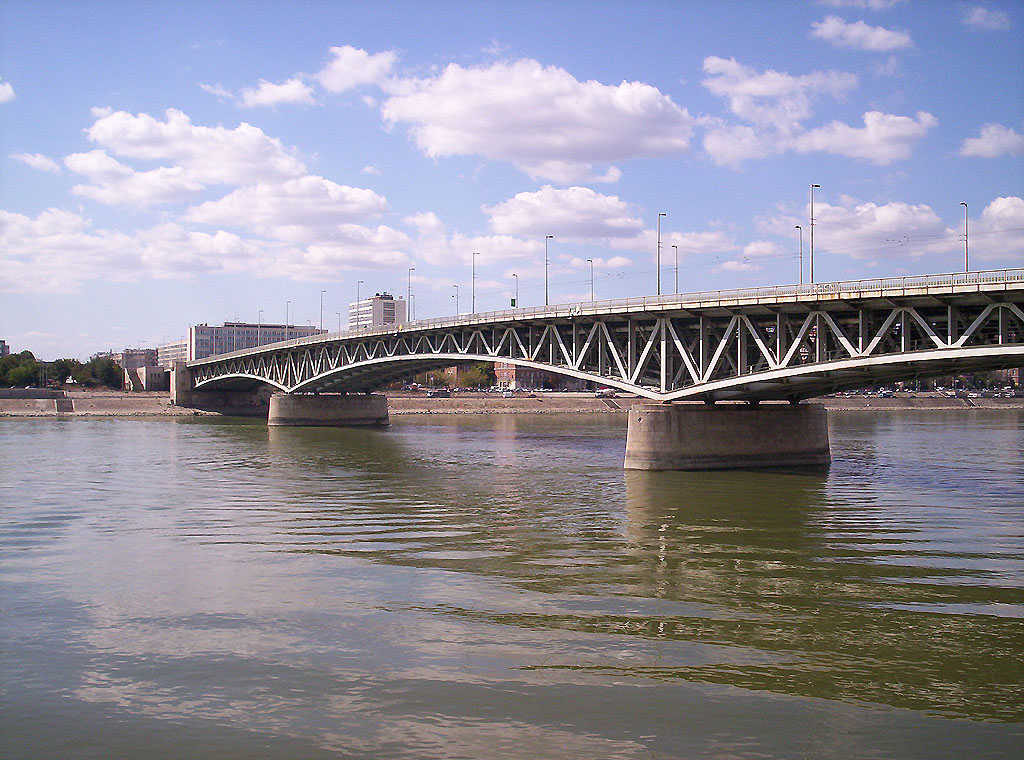
Podul Petőfi
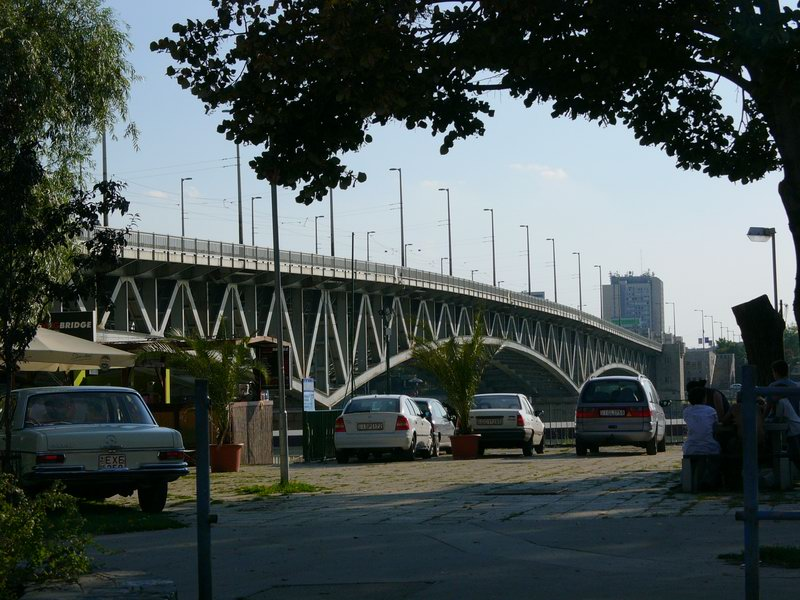
Podul Petőfi